# Michel Coune
Michel Coune (Warschau, 11 mei 1933 - Brugge, 23 december 2005) was een Belgisch rooms-katholiek priester, abt van de benedictijnenabdij Sint-Andries bij Brugge.

## Levensloop
Zoon van een Belgisch diplomaat, studeerde Coune aan de Université catholique de Louvain. Hij behaalde er de kandidatuur in de Romaanse filologie en het licentiaat in de criminologie.
In 1952 trad hij in bij de benedictijnen van de Sint-Andriesabdij. Hij werd er priester gewijd en in 1962 promoveerde hij tot doctor in de theologie. Hij werd leraar in de abdijschool.
Van 1976 tot 1984 was hij abt van de abdij. Niet meer herkozen, werd hij leider van retraites en bezinningsdagen. Hij was redactiesecretaris van het tijdschrift Heiliging.

## Publicaties
- Michel Coune publiceerde talrijke artikels in verband met Bijbelspiritualiteit en met de apocriefe evangelies.
- Vonken van Licht, 1981.
- Akathist, Byzantijnse lofzang, 1986.
- Het proto-evangelie van Jakobus, 1986.
- De geschiedenis van Jozef, de timmerman, 1987.
- Het verhaal van Jezus’ kinderjaren, 1987.
- Met de Heilige Familie op de vlucht naar Egypte, 1987.